# Aço TWIP
Aço TWIP é um aço que deforma segundo o mecanismo de maclação mecânica, em que a estrutura cristalina do aço é mantida, mas a região maclada é reorientada durante a deformação plástica. Ao contrário dos aços convencionais que deformam-se plasticamente pelo escorregamento das discordâncias e os aços TRIP que deformam-se pela transformação martensítica, ou seja, transformação da austenita retida em martensita, nos aços TWIP solicitações mecânicas intensas que geram deformação plástica são relaxadas através de mecanismos de maclação mecânica. Os aços TWIP apresentam elevada resistência á tração, da ordem de 800 MPa, acompanhada de alta ductilidade, com alongamentos na faixa de 50%. Como vemos no diagrama abaixo, é o aço que apresenta a mais alta combinação de alongamento e  resistência á tração simultâneos.
Relação entre a resistência á tração (MPa) e o alongamento (%) para diferentes tipos de aços de elevada resistência (HSS)[4].
O aço TWIP possuem estrutura austenítica (cúbica de face centrada e não ferromagnética) que é mantida durante todo o processo de deformação plástica; a elevada ductilidade é consequência da formação de maclas mecânicas no interior dos grãos, as quais de forma análoga aos contornos de grãos impedem o movimento de discordâncias e também do fato do microconstituinte austenita não sofre clivagem, como ocorre com o microconstituinte ferrita (cúbico de corpo centrado e ferromagnético). A maclação refina o tamanho de grão austenítico, resultando em elevado alongamento total, resistência à tração e capacidade de absorção de energia. Uma das vantagem dos aços TWIP é que mantêm a estrutura austenítica e suas propriedades atrativas mesmo em temperaturas criogênicas (-150°C) e submetidos a elevadas taxas de deformação em solicitações de impacto.
- Composição química

Apresentam elevada concentração de Mn para manter a estrutura austenítica à temperatura ambiente, e reduzir a energia de falha de empilhamento. O Si e Al também são adicionados para controlar a energia de falha de empilhamento e estabilizar a austenita para que não ocorra transformação de fase durante a deformação plástica.